# Dudu (альбом)
«Dudu» — пятый студийный альбом турецкого певца Таркана, записанный в формате мини-альбом и вышедший в 2003 году.

## Об альбоме
Альбом состоит из пяти композиций и пяти ремиксов на три альбомных трека. Над альбомом в качестве авторов слов и музыки работали: Таркан, Назан Ончель (Nazan Öncel), Ашик Вейсель Шатиролу (Aşık Veysel Şatıroğlu), Джеф Коплэн (Jeff Koplan), Озан Чолаколу (Ozan Çolakoğlu). Записан на студиях Sarı Ev, İmaj Studio и ASM Stüdyo. На треки «Dudu», «Gülümse Kaderine», «Sorma Kalbim» и «Uzun Ince Bir Yoldayım» были сняты видеоклипы.
Заглавный сингл в течение двух недель занимал вершину чарта «Еврохит Топ 40» Европы Плюс, проведя там 18 недель.

## Список композиций
| №                   | Название                                       | Текст песни           | Музыка                | Длительность |
| ------------------- | ---------------------------------------------- | --------------------- | --------------------- | ------------ |
| 1.                  | «Dudu»                                         | Назан Ончель          | Джеф Коплэн, Таркан   | 4:35         |
| 2.                  | «Bu Şarkılar Da Olmasa»                        | Назан Ончель          | Назан Ончель          | 4:26         |
| 3.                  | «Gülümse Kaderine»                             | Таркан                | Озан Чолаколу, Таркан | 3:47         |
| 4.                  | «Sorma Kalbim»                                 | Таркан                | Озан Чолаколу         | 4:35         |
| 5.                  | «Uzun Ince Bir Yoldayım»                       | Ашик Вейсель Шатиролу | Ашик Вейсель Шатиролу | 4:57         |
| 6.                  | «Dudu (Ozan Çolakoğlu Remix)»                  |                       |                       | 4:51         |
| 7.                  | «Gülümse Kaderine (Devrim Remix)»              |                       |                       | 5:18         |
| 8.                  | «Bu Şarkılar Da Olmasa (Devrim Remix)»         |                       |                       | 5:52         |
| 9.                  | «Dudu (Özgür Buldum Remix)»                    |                       |                       | 3:54         |
| 10.                 | «Gülümse Kaderine (Murat Matthew Erdem Remix)» |                       |                       | 4:54         |
| Общая длительность: | Общая длительность:                            | Общая длительность:   | Общая длительность:   | 47:09        |